# Верх-Рождество
Верх-Рождество — село в Частинском муниципальном округе Пермского края России.

## Географическое положение
Село расположено в юго-западной части Частинского района на расстоянии примерно 2 километра на север от села Ножовка.

## История
Основано при Верхне-Рождественском железоделательном заводе, основанным заводчиками Демидовыми в 1800 году. По причине низкой конкурентоспособности завод прекратил работу к 1876 году. В советский период истории здесь существовали колхоз «Юбилей 1905 года» и совхоз «Ножовский», существовавший с 1965 по 1991 год.
До 2020 года входила в состав Ножовского сельского поселения Частинского района.

## Климат
Климат умеренно-континентальный, с холодной и продолжительной зимой и теплым коротким летом. Средняя годовая температура воздуха составляет 1,9 °С. Самым теплым месяцем является июль (18,7 °С), самым холодным — январь (-14,6 °С), абсолютный максимум достигает 38 °С, абсолютный минимум — −48 °С. Последние весенние заморозки приходятся в среднем на 23 мая, первые осенние — на 18 сентября. Продолжительность безморозного периода составляет 117 дней. Снежный покров устанавливается в среднем к 6—9 ноября, первое появление снега отмечено 14—20 октября. Средняя многолетняя высота снежного покрова достигает 55 см. Снежный покров держится 161 день. Сход снега наблюдается в конце апреля — начале мая.

## Население
Постоянное население составляло 427 человек (99 % русские) в 2002 году, 408 человек в 2010 году.